# Championnats d'Europe de gymnastique rythmique 1988
Navigation
Édition précédente Édition suivante
Les championnats d'Europe de gymnastique rythmique 1988, sixième édition des championnats d'Europe de gymnastique rythmique, ont eu lieu du 19 au 22 mai 1988 à Helsinki, en Finlande.

## Résultats

### Individuelles Senior

#### Concours général
| Rang          | Gymnaste                 | Pays                 |        |        |        |        | Total  |
| ------------- | ------------------------ | -------------------- | ------ | ------ | ------ | ------ | ------ |
| Médaille d'or | Adriana Dunavska         | Bulgarie             | 10.000 | 10.000 | 10.000 | 10.000 | 40.000 |
| Médaille d'or | Elisabeth Koleva         | Bulgarie             | 10.000 | 10.000 | 10.000 | 10.000 | 40.000 |
| Médaille d'or | Alexandra Timochenko     | Union soviétique     | 10.000 | 10.000 | 10.000 | 10.000 | 40.000 |
| 4             | Marina Lobatch           | Union soviétique     | 10.000 | 9.950  | 10.000 | 10.000 | 39.950 |
| 5             | Bianka Panova            | Bulgarie             | 10.000 | 10.000 | 9.900  | 10.000 | 39.900 |
| 6             | Anna Kotchneva           | Union soviétique     | 9.900  | 10.000 | 9.950  | 9.900  | 39.750 |
| 7             | Cornelia Kunze           | Allemagne de l'Est   | 9.900  | 9.850  | 9.900  | 9.900  | 39.550 |
| 8             | Florentina Butaru        | Roumanie             | 9.800  | 9.800  | 9.900  | 9.850  | 39.350 |
| 9             | Nora Erfalvi             | Hongrie              | 9.800  | 9.800  | 9.900  | 9.850  | 39.250 |
| 9             | Maria Isabel Lloret      | Espagne              | 9.800  | 9.800  | 9.900  | 9.750  | 39.250 |
| 11            | Samantha Ferrari         | Italie               | 9.800  | 9.800  | 9.800  | 9.800  | 39.200 |
| 11            | Maria Martin             | Espagne              | 9.800  | 9.750  | 9.800  | 9.850  | 39.200 |
| 11            | Esther Nicklas           | Allemagne de l'Est   | 9.800  | 9.900  | 9.700  | 9.800  | 39.200 |
| 11            | Diana Schmiemann         | Allemagne de l'Ouest | 9.850  | 9.850  | 9.700  | 9.800  | 39.200 |
| 11            | Adriana Stonescu         | Roumanie             | 9.850  | 9.800  | 9.800  | 9.750  | 39.200 |
| 16            | Zsuzsana Muszil          | Hongrie              | 9.800  | 9.750  | 9.800  | 9.800  | 39.150 |
| 16            | Denisa Sokolovska        | Tchécoslovaquie      | 9.800  | 9.800  | 9.800  | 9.750  | 39.150 |
| 18            | Michaela Imperatori      | Italie               | 9.800  | 9.800  | 9.700  | 9.800  | 39.100 |
| 19            | Ana Bautista             | Espagne              | 9.700  | 9.750  | 9.800  | 9.800  | 39.050 |
| 19            | Teresa Folga             | Pologne              | 9.800  | 9.750  | 9.700  | 9.800  | 39.050 |
| 19            | Milena Reljin            | Yougoslavie          | 9.750  | 9.800  | 9.800  | 9.700  | 39.050 |
| 22            | Lenka Oulehlova          | Tchécoslovaquie      | 9.700  | 9.800  | 9.650  | 9.800  | 38.950 |
| 23            | Maria Alevizou           | Grèce                | 9.600  | 9.800  | 9.800  | 9.600  | 38.800 |
| 23            | Joanna Blodak            | Pologne              | 9.750  | 9.650  | 9.700  | 9.700  | 38.800 |
| 23            | Giulia Staccioli         | Italie               | 9.800  | 9.800  | 9.500  | 9.700  | 38.800 |
| 26            | Eliza Bialkowska         | Pologne              | 9.700  | 9.800  | 9.700  | 9.550  | 38.750 |
| 26            | Stéphanie Cottel         | France               | 9.700  | 9.750  | 9.700  | 9.600  | 38.750 |
| 28            | Jana Vesela              | Tchécoslovaquie      | 9.550  | 9.700  | 9.700  | 9.650  | 38.600 |
| 29            | Marion Rothhaar          | Allemagne de l'Ouest | 9.700  | 9.450  | 9.600  | 9.700  | 38.450 |
| 29            | Emmanuelle Serre         | France               | 9.600  | 9.600  | 9.600  | 9.650  | 38.450 |
| 31            | Mira Luhtanen            | Finlande             | 9.650  | 9.550  | 9.700  | 9.450  | 38.350 |
| 32            | Patricia Jorge           | Portugal             | 9.550  | 9.600  | 9.600  | 9.550  | 38.300 |
| 33            | Leena Murtamo            | Finlande             | 9.600  | 9.600  | 9.475  | 9.550  | 38.225 |
| 34            | Laurence Brihaye         | Belgique             | 9.550  | 9.400  | 9.550  | 9.650  | 38.150 |
| 35            | Elisabeth Bergmann       | Autriche             | 9.500  | 9.550  | 9.600  | 9.450  | 38.100 |
| 36            | Manuela Trenz            | Allemagne de l'Ouest | 9.550  | 9.500  | 9.500  | 9.500  | 38.050 |
| 37            | Natascha Vervoort        | Pays-Bas             | 9.300  | 9.550  | 9.500  | 9.450  | 37.800 |
| 38            | Malene Franzen           | Danemark             | 9.500  | 9.500  | 9.650  | 9.100  | 37.750 |
| 39            | Marika Kosonen           | Finlande             | 9.450  | 9.400  | 9.400  | 9.450  | 37.700 |
| 39            | Erika Pal                | Hongrie              | 9.500  | 9.200  | 9.550  | 9.450  | 37.700 |
| 41            | Mirjam de Kramer         | Pays-Bas             | 9.450  | 9.500  | 9.250  | 9.350  | 37.550 |
| 42            | Claudia Bouabca          | France               | 9.400  | 9.050  | 9.450  | 9.600  | 37.500 |
| 42            | Dara Terzic              | Yougoslavie          | 9.100  | 9.550  | 9.500  | 9.350  | 37.500 |
| 44            | Victoria Bengtsson       | Suède                | 9.500  | 9.550  | 9.100  | 9.300  | 37.450 |
| 45            | Manuela Bayer            | Autriche             | 9.150  | 9.500  | 9.450  | 9.250  | 37.350 |
| 45            | Maria Koumboula          | Grèce                | 9.250  | 9.450  | 9.450  | 9.200  | 37.350 |
| 45            | Maggy Michailidou        | Grèce                | 9.100  | 9.400  | 9.450  | 9.400  | 37.350 |
| 45            | Victoria Ystborg         | Norvège              | 8.800  | 9.500  | 9.500  | 9.550  | 37.350 |
| 49            | Dominika Kacin           | Yougoslavie          | 9.250  | 9.500  | 9.500  | 9.050  | 37.300 |
| 50            | Brigitte Huber           | Suisse               | 9.250  | 9.400  | 9.300  | 9.150  | 37.100 |
| 51            | Sabrina Muheim           | Suisse               | 9.300  | 9.150  | 9.150  | 9.300  | 36.900 |
| 51            | Camilla Straedet         | Norvège              | 9.400  | 8.950  | 9.300  | 9.250  | 36.900 |
| 53            | Margarida Carmo          | Portugal             | 9.050  | 9.350  | 8.900  | 9.300  | 36.600 |
| 54            | Ana-Katrine Korning      | Danemark             | 9.100  | 9.200  | 9.050  | 9.050  | 36.400 |
| 55            | Cecilia Persson          | Suède                | 9.300  | 9.000  | 9.150  | 8.900  | 36.350 |
| 56            | Lisa Black               | Royaume-Uni          | 9.150  | 9.200  | 9.050  | 8.900  | 36.300 |
| 57            | Annik Vanderstraeten     | Belgique             | 9.050  | 9.150  | 8.900  | 9.150  | 36.250 |
| 57            | Ylje Wiede               | Norvège              | 9.400  | 8.400  | 9.200  | 9.250  | 36.250 |
| 59            | Hansen Jannike Toftegard | Danemark             | 9.250  | 9.150  | 8.900  | 8.850  | 36.150 |
| 60            | Virginie Chevillat       | Suisse               | 9.150  | 8.950  | 8.850  | 9.150  | 36.100 |
| 61            | Sonja Monteiro           | Portugal             | 9.050  | 9.350  | 8.850  | 8.800  | 36.050 |
| 61            | Alitia Sands             | Royaume-Uni          | 9.100  | 9.000  | 8.850  | 9.100  | 36.050 |
| 63            | Viva Seifert             | Royaume-Uni          | 8.750  | 9.100  | 8.850  | 9.250  | 35.950 |
| 64            | Sebnem Özcakir           | Turquie              | 8.950  | 9.050  | 9.150  | 8.700  | 35.850 |
| 65            | Ellen Schaffer           | Autriche             | 9.050  | 8.500  | 9.150  | 9.050  | 35.750 |
| 66            | Sofia Hedman             | Suède                | 8.800  | 9.150  | 8.700  | 8.950  | 35.600 |
| 67            | Sandra Moentjes          | Belgique             | 8.750  | 9.050  | 8.800  | 8.900  | 35.500 |
| 68            | Inci Özcakir             | Turquie              | 8.800  | 8.800  | 8.500  | 8.600  | 34.700 |
| 69            | Ebru Gezgin              | Turquie              | 8.500  | 8.100  | 8.350  | 8.800  | 33.750 |

#### Finale corde
| Rang          | Gymnaste             | Pays                 | Note préliminaire | Note   | Total  |
| ------------- | -------------------- | -------------------- | ----------------- | ------ | ------ |
| Médaille d'or | Elisabeth Koleva     | Bulgarie             | 10.000            | 10.000 | 20.000 |
| Médaille d'or | Marina Lobatch       | Union soviétique     | 10.000            | 10.000 | 20.000 |
| Médaille d'or | Alexandra Timochenko | Union soviétique     | 10.000            | 10.000 | 20.000 |
| 4             | Bianka Panova        | Bulgarie             | 10.000            | 9.900  | 19.900 |
| 5             | Cornelia Kunze       | Allemagne de l'Est   | 9.900             | 9.900  | 19.800 |
| 6             | Adriana Stonescu     | Roumanie             | 9.850             | 9.900  | 19.750 |
| 7             | Florentina Butaru    | Roumanie             | 9.800             | 9.900  | 19.700 |
| 8             | Diana Schmiemann     | Allemagne de l'Ouest | 9.850             | 9.800  | 19.650 |

#### Finale cerceau
| Rang          | Gymnaste             | Pays                 | Note préliminaire | Note   | Total  |
| ------------- | -------------------- | -------------------- | ----------------- | ------ | ------ |
| Médaille d'or | Adriana Dunavska     | Bulgarie             | 10.000            | 10.000 | 20.000 |
| Médaille d'or | Bianka Panowa        | Bulgarie             | 10.000            | 10.000 | 20.000 |
| Médaille d'or | Alexandra Timochenko | Union soviétique     | 10.000            | 10.000 | 20.000 |
| 4             | Anna Kotchneva       | Union soviétique     | 10.000            | 9.900  | 19.900 |
| 5             | Esther Nicklas       | Allemagne de l'Est   | 9.900             | 9.900  | 19.800 |
| 6             | Cornelia Kunze       | Allemagne de l'Est   | 9.850             | 9.900  | 19.750 |
| 6             | Diana Schmiemann     | Allemagne de l'Ouest | 9.850             | 9.900  | 19.750 |
| 8             | Florentina Butaru    | Roumanie             | 9.800             | 9.900  | 19.700 |

#### Finale massues
| Rang               | Gymnaste             | Pays               | Note préliminaire | Note   | Total  |
| ------------------ | -------------------- | ------------------ | ----------------- | ------ | ------ |
| Médaille d'or      | Adriana Dunavska     | Bulgarie           | 10.000            | 10.000 | 20.000 |
| Médaille d'or      | Alexandra Timochenko | Union soviétique   | 10.000            | 10.000 | 20.000 |
| Médaille de bronze | Elisabeth Koleva     | Bulgarie           | 10.000            | 9.900  | 19.900 |
| Médaille de bronze | Marina Lobatch       | Union soviétique   | 10.000            | 9.900  | 19.900 |
| 5                  | Florentina Butaru    | Roumanie           | 9.900             | 9.900  | 19.800 |
| 5                  | Maria Isabel Lloret  | Espagne            | 9.900             | 9.900  | 19.800 |
| 5                  | Cornelia Kunze       | Allemagne de l'Est | 9.900             | 9.900  | 19.800 |
| 8                  | Nora Erfalvi         | Hongrie            | 9.850             | 9.500  | 19.350 |

#### Finale ruban
| Rang          | Gymnaste             | Pays               | Note préliminaire | Note   | Total  |
| ------------- | -------------------- | ------------------ | ----------------- | ------ | ------ |
| Médaille d'or | Adriana Dunavska     | Bulgarie           | 10.000            | 10.000 | 20.000 |
| Médaille d'or | Marina Lobatch       | Union soviétique   | 10.000            | 10.000 | 20.000 |
| Médaille d'or | Bianka Panova        | Bulgarie           | 10.000            | 10.000 | 20.000 |
| 4             | Florentina Butaru    | Roumanie           | 9.850             | 9.900  | 19.750 |
| 5             | Cornelia Kunze       | Allemagne de l'Est | 9.900             | 9.800  | 19.700 |
| 6             | Maria Martin         | Espagne            | 9.850             | 9.800  | 19.650 |
| 7             | Nora Erfalvi         | Hongrie            | 9.800             | 9.800  | 19.600 |
| 7             | Alexandra Timochenko | Union soviétique   | 10.000            | 9.600  | 19.600 |

### Ensembles Senior

#### Concours général
| Rang               | Pays                 | 3 cerceaux 3 rubans | 6 ballons | Total  |
| ------------------ | -------------------- | ------------------- | --------- | ------ |
| Médaille d'or      | Bulgarie             | 20.000              | 20.000    | 40.000 |
| Médaille d'argent  | Union soviétique     | 19.900              | 19.900    | 39.800 |
| Médaille de bronze | Hongrie              | 19.500              | 19.550    | 39.050 |
| 4                  | Italie               | 19.500              | 19.500    | 39.000 |
| 5                  | Tchécoslovaquie      | 19.550              | 19.400    | 38.950 |
| 6                  | Allemagne de l'Ouest | 19.450              | 19.450    | 38.900 |
| 4                  | Italie               | 19.500              | 19.500    | 39.000 |
| 5                  | Tchécoslovaquie      | 19.550              | 19.400    | 38.950 |
| 6                  | Allemagne de l'Ouest | 19.450              | 19.450    | 38.900 |
| 7                  | France               | 19.400              | 19.400    | 38.800 |
| 8                  | Finlande             | 19.400              | 19.350    | 38.750 |
| 8                  | Espagne              | 19.050              | 19.700    | 38.750 |
| 10                 | Autriche             | 19.350              | 19.300    | 38.650 |
| 11                 | Pays-Bas             | 19.350              | 19.250    | 38.600 |
| 12                 | Grèce                | 19.100              | 19.050    | 38.150 |
| 13                 | Suède                | 18.900              | 19.000    | 37.900 |
| 14                 | Norvège              | 18.900              | 18.550    | 37.450 |

#### Finale 6 ballons
| Rang               | Pays                 | Note préliminaire | Note   | Total  |
| ------------------ | -------------------- | ----------------- | ------ | ------ |
| Médaille d'or      | Bulgarie             | 20.000            | 20.000 | 40.000 |
| Médaille d'argent  | Union soviétique     | 19.900            | 20.000 | 39.900 |
| Médaille de bronze | Espagne              | 19.700            | 19.700 | 39.400 |
| 4                  | Hongrie              | 19.550            | 19.600 | 39.150 |
| 5                  | Italie               | 19.500            | 19.600 | 39.100 |
| 6                  | Tchécoslovaquie      | 19.400            | 19.600 | 39.000 |
| 6                  | France               | 19.400            | 19.600 | 39.000 |
| 8                  | Allemagne de l'Ouest | 19.450            | 19.400 | 38.850 |

#### Finale 3 cerceaux 3 rubans
| Rang               | Pays                 | Note préliminaire | Note   | Total  |
| ------------------ | -------------------- | ----------------- | ------ | ------ |
| Médaille d'or      | Bulgarie             | 20.000            | 19.900 | 39.900 |
| Médaille d'or      | Union soviétique     | 19.900            | 20.000 | 39.900 |
| Médaille de bronze | Italie               | 19.500            | 19.600 | 39.100 |
| 4                  | Tchécoslovaquie      | 19.550            | 19.500 | 39.050 |
| 4                  | Hongrie              | 19.500            | 19.550 | 39.050 |
| 6                  | France               | 19.400            | 19.450 | 38.850 |
| 7                  | Allemagne de l'Ouest | 19.450            | 19.350 | 38.800 |
| 8                  | Finlande             | 19.400            | 19.350 | 38.750 |